# Gabriel Byrne
Gabriel James Byrne (Dublino, 12 maggio 1950) è un attore e produttore cinematografico irlandese.

## Biografia
Primo di sei figli, proviene da una famiglia cattolica ed è stato educato presso i Fratelli Cristiani. Studia archeologia e lingue a Dublino e in seguito si cimenta nei mestieri più disparati.
Frequenta l'Abbey Theatre a Dublino, e in seguito il "Royal Court" di Londra. Debutta sul grande schermo nel 1981 nel film Excalibur di John Boorman. Nel 1983 interpreta il maggiore Kaempffer in La fortezza. Nel 1985 veste i panni di Cristoforo Colombo nell'omonimo sceneggiato televisivo prodotto dalla Rai e diretto da Alberto Lattuada.
Verso la fine degli anni ottanta si trasferisce negli Stati Uniti dove nel 1990 recita nel film Crocevia della morte. Nel 1993 prende parte al remake statunitense di Nikita di Luc Besson, l'anno successivo recita in Piccole donne, adattamento cinematografico del romanzo di Louisa May Alcott, raggiungendo poi la notorietà mondiale grazie al ruolo di Keaton nel film-cult di Bryan Singer I soliti sospetti.
Negli anni seguenti prende parte a film come Il senso di Smilla per la neve, La maschera di ferro e Nemico pubblico. Dopo Giorni contati e Stigmate nel 2000 viene diretto da Ricky Tognazzi in Canone inverso - Making Love. Nel 2002 lavora nei thriller Spider, Nave fantasma e Contratto con la morte, mentre nel 2004 recita ne La fiera della vanità. La sua autobiografia, Pictures in My Head, è stata pubblicata nel 2001, ed è stata un successo editoriale in Irlanda.

## Vita privata
Nel 1988, ha sposato l'attrice Ellen Barkin, dalla quale ha avuto due figli, Jack Daniel (1989) e Romy Marion (1992); i due hanno divorziato amichevolmente nel 1999. Il 4 agosto 2014 ha sposato la produttrice Hannah Beth King, con cui era fidanzato da molti anni.

## Filmografia

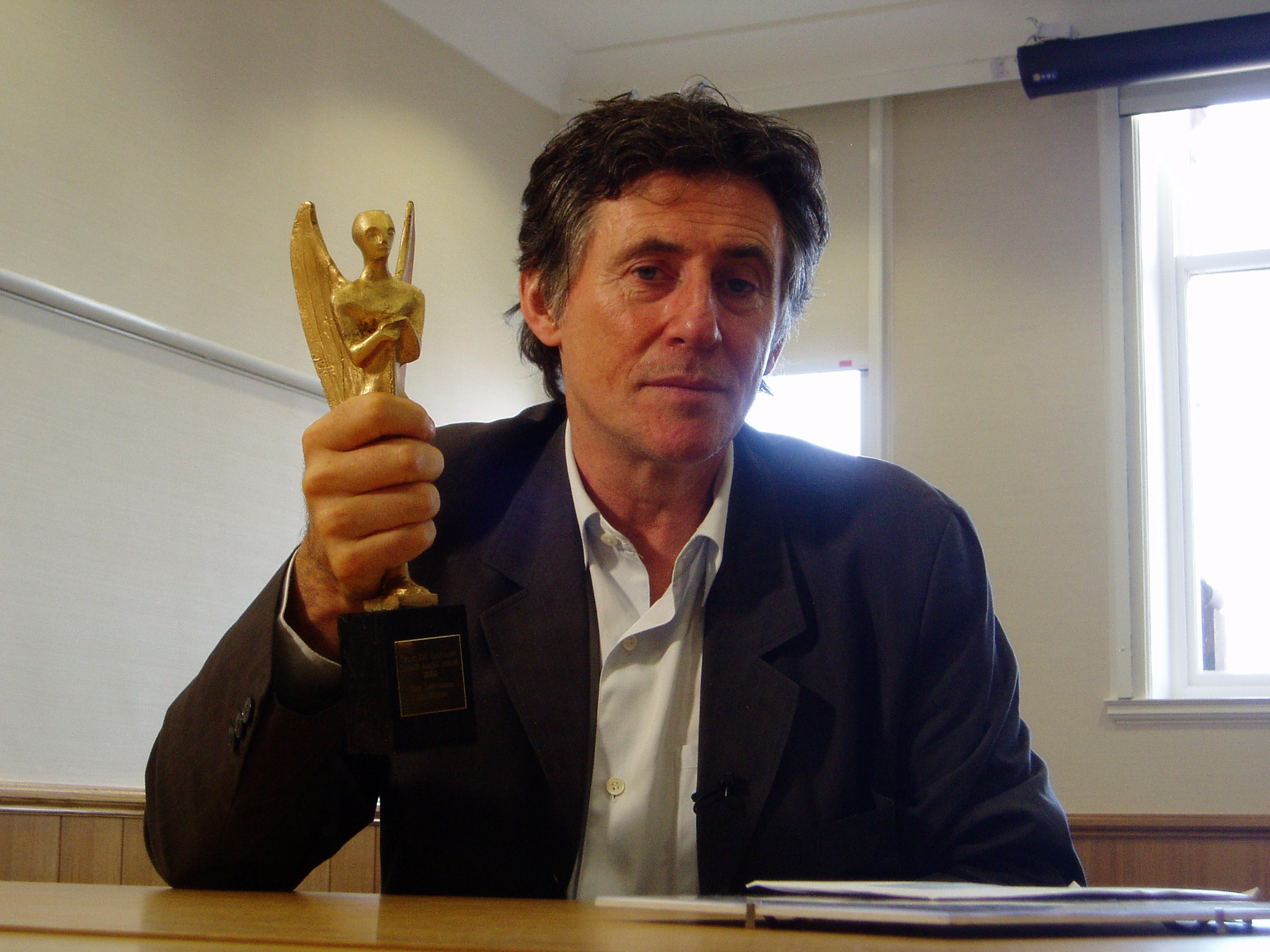
Byrne tiene l'Herald Angel, premio ricevuto all'Edinburgh International Film Festival 2006

### Attore

#### Cinema
- On a Paving Stone Mounted, regia di Thaddeus O'Sullivan (1978)
- The Outsider, regia di Tony Luraschi (1979)
- Excalibur, regia di John Boorman (1981)
- Hanna K., regia di Costa-Gavras (1983)
- La fortezza (The Keep), regia di Michael Mann (1983)
- Reflections, regia di Kevin Billington (1984)
- Dossier confidenziale (Defence of the Realm), regia di David Drury (1985)
- Gothic, regia di Ken Russell (1986)
- Cuor di leone (Lionheart), regia di Franklin J. Schaffner (1987)
- Giulia e Giulia (Julia and Julia), regia di Peter Del Monte (1987)
- Bentornato fantasma (Hello Again), regia di Frank Perry (1987)
- Siesta, regia di Mary Lambert (1987)
- Courier (The Courier), regia di Frank Deasy e Joe Lee (1988)
- Spia per forza (A Soldier's Tale), regia di Larry Parr (1989)
- L'ora del tè (Diamond Skulls), regia di Nick Broomfield (1989)
- Crocevia della morte (Miller's Crossing), regia di Joel Coen (1990)
- Naufragio (Haakon Haakonsen), regia di Nils Gaup (1990)
- Fuga dal mondo dei sogni (Cool World), regia di Ralph Bakshi (1992)
- Tir-na-nog (È vietato portare cavalli in città) (Into the West), regia di Mike Newell (1992)
- Nome in codice: Nina (Point of No Return), regia di John Badham (1993)
- Dangerous Woman - Una donna pericolosa (A Dangerous Woman), regia di Stephen Gyllenhaal (1993)
- Prince of Jutland, regia di Gabriel Axel (1994)
- Uno strano scherzo del destino (A Simple Twist of Fate), regia di Gillies MacKinnon (1994)
- Il verdetto della paura (Trial by Jury), regia di Heywood Gould (1994)
- Piccole donne (Little Women), regia di Gillian Armstrong (1994)
- I soliti sospetti (The Usual Suspects), regia di Bryan Singer (1995)
- Dead Man, regia di Jim Jarmusch (1995)
- Frankie delle stelle (Frankie Starlight), regia di Michael Lindsay-Hogg (1995)
- Il tempo dei cani pazzi (Mad Dog Time), regia di Larry Bishop (1996)
- L'ultimo dei grandi re (The Last of the High Kings), regia di David Keating (1996)
- Qualcuno sta aspettando (Someone Is Waiting), regia di Martin Donovan (1996)
- Dr Haggard's Disease (1996)
- Il senso di Smilla per la neve (Smilla's Sense of Snow), regia di Bille August (1997)
- Crimini invisibili (The End of Violence), regia di Wim Wenders (1997)
- Fra odio e amore (This Is the Sea), regia di Mary McGuckian (1997)
- Amori & segreti (Polish Wedding), regia di Theresa Connelly (1998)
- La maschera di ferro (The Man in the Iron Mask), regia di Randall Wallace (1998)
- Brillantina Boys (The Brylcreem Boys), regia di Terence Ryan (1998)
- Nemico pubblico (Enemy of the State), regia di Tony Scott (1998)
- Stigmate (Stigmata), regia di Rupert Wainwright (1999)
- Giorni contati - End of Days (End of Days), regia di Peter Hyams (1999)
- Canone inverso - Making Love, regia di Ricky Tognazzi (2000)
- Quando Brendan incontra Trudy (When Brendan Met Trudy), regia di Kieron J. Walsh (2000) - cameo
- La corsa di Virginia (Virginia's Run), regia di Peter Markle (2002)
- Spider, regia di David Cronenberg (2002)
- Contratto con la morte (Emmett's Mark), regia di Keith Snyder (2002)
- Nave fantasma (Ghost Ship), regia di Steve Beck (2002)
- Shade - Carta vincente (Shade), regia di Damian Nieman (2003)
- La fiera della vanità (Vanity Fair), regia di Mira Nair (2004)
- P.S. Ti amo (P.S.), regia di Dylan Kidd (2004)
- Il ponte di San Luis Rey (The Bridge of San Luis Rey), regia di Mary McGuckian (2004)
- Assault on Precinct 13, regia di Jean-François Richet (2005)
- Wah-Wah, regia di Richard E. Grant (2005)
- Played - Se non giochi muori (Played), regia di Sean Stanek (2006)
- Jindabyne, regia di Ray Lawrence (2006)
- Emotional Arithmetic, regia di Paolo Barzman (2007)
- Attacco a Leningrado (Attack on Leningrad), regia di Alexander Buravsky (2009)
- 2:22 - La rapina ha inizio (2:22), regia di Phillip Guzman (2008) - cameo non accreditato
- I, Anna, regia di Barnaby Southcombe (2012)
- Le Capital, regia di Costa-Gavras (2012)
- The Deadly Game - Gioco pericoloso (All Things to All Men), regia di George Isaac (2013)
- Le temps de l'aventure, regia di Jérôme Bonnell (2013)
- Vampire Academy, regia di Mark Waters (2014)
- Nadie quiere la noche, regia di Isabel Coixet (2015)
- Segreti di famiglia (Louder Than Bombs), regia di Joachim Trier (2015)
- The 33, regia di Patricia Riggen (2015)
- Carrie Pilby, regia di Susan Johnson (2016)
- No Pay, Nudity, regia di Lee Wilkof (2016)
- Mad to Be Normal, regia di Robert Mullan (2017)
- Lies We Tell - Verità pericolose (Lies We Tell), regia di Mitu Misra (2017)
- Hereditary - Le radici del male (Hereditary), regia di Ari Aster (2018)
- In the Cloud, regia di Robert Scott Wildes (2018)
- An L.A. Minute, regia di Daniel Adams (2018)
- Lost Girls, regia di Liz Garbus (2020)
- Death of a Ladies' Man, regia di Matt Bissonnette (2020)
- Lamborghini, regia di Bobby Moresco (2022)
- Prima danza, poi pensa. Alla ricerca di Beckett (Dance First), regia di James Marsh (2023)
- Four Letters of Love, regia di Polly Steele (2024)
- Ballerina, regia di Len Wiseman (2025)

#### Televisione
- Last of Summer – serie TV, 1 episodio (1978)
- The Burke Enigma – serie TV, 1 episodio (1978)
- The Riordans – serie TV, 4 episodi (1978-1979)
- Bracken – serie TV, 11 episodi (1980-1982)
- Wagner – serie TV, 3 episodi (1981-1983)
- The Search for Alexander the Great – miniserie TV (1981)
- Strangers – serie TV, 1 episodio (1981)
- Joyce in June, regia di Donald McWhinnie – film TV (1982)
- Treatment, regia di Christopher Menaul – film TV (1984)
- Cristoforo Colombo (Christopher Columbus) – miniserie TV (1985)
- Mussolini: The Untold Story – miniserie TV (1985)
- Screen Two – serie TV, 1 episodio (1994)
- Buffalo Girls, regia di Rod Hardy – film TV (1995)
- Draiocht - Magia (Draiocht), regia di Aine O'Connor – film TV (1996)
- Glenroe – serie TV, 1 episodio (1997)
- Weapons of Mass Distraction, regia di Stephen Surjik – film TV (1997)
- Madigan Men – serie TV, 12 episodi (2000)
- Live from Lincoln Center – serie TV, 1 episodio (2008)
- In Treatment – serie TV, 106 episodi (2008-2010)
- Secret State – miniserie TV, 4 puntate (2012)
- Vikings – serie TV, 6 episodi (2013)
- Quirke – miniserie TV, 3 puntate (2014)
- Marco Polo – serie TV, 1 episodio (2016)
- Maniac – miniserie TV, 5 puntate (2018)
- War of the Worlds – serie TV, 24 episodi (2019-2022)
- ZeroZeroZero – serie TV, 2 episodi (2019)

#### Cortometraggi
- Wings of Ash: Pilot for a Dramatization of the Life of Antonin Artaud, regia di Marcus Reichert (1978)
- The Rocking Horse Winner, regia di Robert Bierman (1983)
- Still Birth Chicken, regia di Byron Karabatsos (2008)

### Doppiatore
- Irish Cinema: Ourselves Alone?, regia di Donald Taylor Black (1995) – narratore
- Pirates, regia di Henry Chancellor (1998) – narratore
- La spada magica - Alla ricerca di Camelot (Quest for Camelot), regia di Frederik Du Chau (1998)
- Patrick, regia di Pamela Mason Wagner – documentario TV (2004)
- Perrier's Bounty, regia di Ian Fitzgibbon (2009)
- Atlantic Salmon: Lost at Sea, regia di Deirdre Brennan – documentario (2018)
- Il bambino, la talpa, la volpe e il cavallo (The Boy, the Mole, the Fox and the Horse), regia di Peter Baynton e Charlie Mackesy (2022)

### Produttore
- Tir-na-nog (Into the West), regia di Mike Newell (1992)
- Nel nome del padre (In the Name of the Father), regia di Jim Sheridan (1993)
- Dr Hagard's Disease (1996)
- L'ultimo dei grandi re (The Last of the High Kings), regia di David Keating (1996)
- Somebody Is Waiting, regia di Martin Donovan (1996)
- Brillantina Boys (The Brylcreem Boys), regia di Terence Ryan (1998)
- Mad About Mambo, regia di John Forte (2000)
- Madigan Men – serie TV, 12 episodi (2000)
- Tent City, U.S.A., regia di Steven Cantor – documentario TV (2012)

### Sceneggiatore
- Draiocht - Magia (Draiocht), regia di Aine O'Connor – film TV (1996)
- L'ultimo dei grandi re (The Last of the High Kings), regia di David Keating (1996)

## Teatro
- Una luna per i bastardi (A Moon for the Misbegotten), di Eugene O'Neill, regia di Daniel Sullivan. Walter Kerr Theatre (2000)
- L'estro del poeta (A Touch of the Poet), di Eugene O'Neill, regia di Doug Hughes. Studio 54 (2005-2006)
- Camelot, di Alan Jay Lerner e Frederick Loewe, regia di Lonny Price. Avery Fisher Hall (2008)
- Lungo viaggio verso la notte (Long Day's Journey Into Night), di Eugene O'Neill, regia di Jonathan Kent. American Airlines Theatre (2016)

## Riconoscimenti
- Australian Film Institute
  - Nomination (2006): Premio AFI miglior attore principale, per Jindabyne
- Blockbuster Entertainment Awards
  - Nomination (2000): Premio Blockbuster Entertainment attore horror più votato, per Stigmate
- Fantasporto
  - Vinto (1987): Premio Internazionale Film Fantasy miglior attore, per Gothic
- IF Awards
  - Nomination (2006): Premio IF miglior attore, per Jindabyne;
- Irish Film and Television Awards
  - Nomination (2005): Premio IFTA miglior attore in un lungometraggio, per Wah-Wah
- Jacob's Awards
  - Nomination (1979): Premio Jacob's miglior attore in una serie televisiva, per Bracken
- National Board of Review
  - Vinto (1995): Premio NBR miglior recitazione, per I soliti sospetti
- Razzie Awards
  - Nomination (2000): Premio Razzie, per Giorni contati - End of Days
- Satellite Awards
  - Nomination (1998): Satellite d'oro miglior recitazione in una miniserie televisiva, per Weapons of Mass Distraction

## Doppiatori italiani
Nelle versioni in italiano delle opere in cui ha recitato, Gabriel Byrne è stato doppiato da: 
- Luca Biagini in Naufragio, Tir-na-nog (È vietato portare cavalli in città), Il verdetto della paura, Frankie delle stelle, Nemico pubblico, Stigmate, La corsa di Virginia, Spider, P.S. Ti amo, Hereditary - Le radici del male, Lamborghini - The Man Behind the Legend, Prima danza poi pensa - Alla ricerca di Beckett
- Dario Penne in L'ultimo dei grandi re, Amori & segreti, La maschera di ferro, Giorni contati - End of Days, Shade - Carta vincente
- Fabrizio Pucci in Crocevia della morte, I soliti sospetti, Brillantina Boys, Canone inverso - Making Love, Attacco a Leningrado
- Rodolfo Bianchi ne Il senso di Smilla per la neve, In Treatment, Lost Girls, ZeroZeroZero
- Massimo Lodolo in Assault on Precinct 13, Carrie Pilby, Maniac, War of the Worlds
- Michele Gammino in Piccole donne, Crimini invisibili, The 33
- Gianni Giuliano in Dangerous Woman - Una donna pericolosa, Marco Polo, Ballerina
- Romano Malaspina in Excalibur, Il tempo dei cani pazzi
- Sergio Tedesco ne La fortezza
- Luca Ward in Dossier confidenziale
- Stefano Satta Flores in Cristoforo Colombo
- Claudio Sorrentino in Giulia e Giulia
- Massimo Rinaldi in Fuga dal mondo dei sogni
- Marco Mete in Nome in codice: Nina
- Carlo Valli in Uno strano scherzo del destino
- Francesco Prando in Dead Man
- Gino La Monica in Fra odio e amore
- Massimo Rossi in Contratto con la morte
- Mario Cordova in Nave fantasma
- Michele Kalamera ne La fiera della vanità
- Gioacchino Maniscalco ne Il ponte di San Luis Rey
- Enrico Di Troia in Played - Se non giochi muori
- Antonio Sanna in The Deadly Game - Gioco pericoloso
- Augusto Di Bono in Vikings
- Riccardo Polizzy Carbonelli in Segreti di famiglia
- Natale Ciravolo in Lies We Tell - Verità pericolose

Da doppiatore è sostituito da:
- Marco Mete ne La spada magica - Alla ricerca di Camelot
- Luca Biagini ne Il bambino, la talpa, la volpe e il cavallo